# Mistrzostwa Świata w Kolarstwie Torowym 1989
86. Mistrzostwa Świata w Kolarstwie Torowym 1989 odbyły się we francuskim Lyonie w sierpniu 1989 roku. W programie mistrzostw znalazło się szesnaście konkurencji: sprint, wyścig na dochodzenie i wyścig punktowy dla kobiet, a dla mężczyzn: sprint, wyścig na dochodzenie, wyścig ze startu zatrzymanego i wyścig punktowy zarówno dla zawodowców, jak i amatorów, wyścig drużynowy na dochodzenie zawodowców, wyścig tandemów, wyścig na 1000 m, keirin oraz derny.

## Medaliści

### Kobiety
| Konkurencja                         | Złoto         | Srebro            | Brąz               |
| ----------------------------------- | ------------- | ----------------- | ------------------ |
| 3000 m indywidualnie na dochodzenie | Jeannie Longo | Petra Rossner     | Barbara Ganz       |
| sprint indywidualny                 | Erika Salumäe | Galina Jeniuchina | Isabelle Gautheron |
| wyścig punktowy                     | Jeannie Longo | Barbara Ganz      | Janie Eickhoff     |

### Mężczyźni
| Konkurencja                              | Złoto                                                               | Srebro                                                                           | Brąz                                                                   |
| ---------------------------------------- | ------------------------------------------------------------------- | -------------------------------------------------------------------------------- | ---------------------------------------------------------------------- |
| wyścig punktowy zawodowców               | Urs Freuler                                                         | Gary Sutton                                                                      | Martin Penc                                                            |
| wyścig punktowy amatorów                 | Marat Satybałdijew                                                  | Fabio Baldato                                                                    | Leo Peelen                                                             |
| wyścig ze startu zatrzymanego zawodowców | Giovanni Renosto                                                    | Walter Brugna                                                                    | Torsten Rellensmann                                                    |
| wyścig ze startu zatrzymanego amatorów   | Roland Königshofer                                                  | Tonino Vittigli                                                                  | Thomas Königshofer                                                     |
| indywidualnie na dochodzenie zawodowców  | Colin Sturgess                                                      | Dean Woods                                                                       | Régis Clère                                                            |
| indywidualnie na dochodzenie amatorów    | Wiaczesław Jekimow                                                  | Jens Lehmann                                                                     | Steffen Blochwitz                                                      |
| keirin                                   | Claudio Golinelli                                                   | Patrick Da Rocha                                                                 | Masatoshi Sako                                                         |
| 1 km ze startu zatrzymanego              | Jens Glücklich                                                      | Martin Vinnicombe                                                                | Aleksandr Kiriczenko                                                   |
| drużynowo na dochodzenie                 | NRD · Steffen Blochwitz · Carsten Wolf · Thomas Liese · Guido Fulst | ZSRR · Wiaczesław Jekimow · Jewgienij Bierzin · Dmitrij Nielubin · Michaił Orłow | Włochy · Marco Villa · Giovanni Lombardi · Ivan Cerioli · David Solari |
| tandemy                                  | Francja · Fabrice Colas · Frédéric Magné                            | Czechosłowacja · Jiří Iliek · Lubomír Hargaš                                     | Włochy · Andrea Faccini · Federico Paris                               |
| sprint indywidualny zawodowców           | Claudio Golinelli                                                   | Yūichirō Kamiyama                                                                | Hideyuki Matsui                                                        |
| sprint indywidualny amatorów             | Bill Huck                                                           | Michael Hübner                                                                   | Nikołaj Kowsz                                                          |
| Derny                                    | Danny Clark                                                         | Walter Brugna                                                                    | Torsten Rellensmann                                                    |

## Klasyfikacja medalowa
| Miejsce | Państwo           |   |   |   | Razem |
| ------- | ----------------- | - | - | - | ----- |
| 1.      | Włochy            | 3 | 4 | 2 | 9     |
| 2.      | NRD               | 3 | 3 | 1 | 7     |
| 3.      | ZSRR              | 3 | 2 | 2 | 7     |
| 4.      | Francja           | 3 | 1 | 2 | 6     |
| 5.      | Australia         | 1 | 3 | 0 | 4     |
| 6.      | Szwajcaria        | 1 | 1 | 1 | 3     |
| 7.      | Austria           | 1 | 0 | 1 | 2     |
| 8.      | Wielka Brytania   | 1 | 0 | 0 | 1     |
| 9.      | Japonia           | 0 | 1 | 2 | 3     |
| 10.     | Czechosłowacja    | 0 | 1 | 1 | 2     |
| 11.     | RFN               | 0 | 0 | 2 | 2     |
| 12.     | Holandia          | 0 | 0 | 1 | 1     |
|         | Stany Zjednoczone | 0 | 0 | 1 | 1     |